# Sederot
Sederot (hebr. שׂדרות, «bulwar»; arab. سديروت) – miasto położone w Dystrykcie Południowym w Izraelu. Leży w północno-zachodniej części pustyni Negew.
Miasto w swym najbliższym punkcie jest oddalone od Strefy Gazy o mniej niż 1 km. Z tego powodu przez lata było częstym celem ataków rakietowych i najazdów rządzącego Strefą Gazy palestyńskiego ugrupowania Hamas.

## Historia
Miasto Sederot zostało założone w 1951 roku obok obozu przejściowego Gewim-Dorot. Większość jego pierwotnych mieszkańców stanowili kurdyjscy i perscy uchodźcy, którzy przez cztery lata mieszkali w namiotach i chatach, zanim w 1954 roku na terenie miejscowości powstały stałe zabudowania. Sederot stało się najbardziej wysuniętym na zachód spośród rozwijających się miast w północnej części pustyni Negew. W latach 50. XX wieku do miasta napłynęła duża liczba żydowskich imigrantów z Maroka i Rumunii, a w 1958 roku zostało ono mianowane samorządem lokalnym. W 1961 roku 87% mieszkańców Sederot pochodziło z Maroka, zaś kolejne 11% stanowili imigranci z Kurdystanu.
Sederot ponownie przyjęło dużą ilość imigrantów podczas aliji ze Związku Radzieckiego w latach 90. XX wieku, a w ciągu tej dekady jego populacja podwoiła się. W 1996 roku Sederot oficjalnie otrzymało prawa miejskie.
Od 2001 roku do początku 2009 roku zachodni Negew znajdował się pod ciągłym ostrzałem rakietowym prowadzonym przez Hamas ze Strefy Gazy. W latach 2004–2009 wiele rakiet Hamasu było wycelowanych w Sederot, przez co wielu jego mieszkańców zginęło, w tym jedno dwuletnie i dwoje czteroletnich dzieci, gdy rakiety wystrzelono w kierunku przedszkoli i budynków mieszkalnych w mieście. Mieszkańcy Sederot codziennie doświadczają syren alarmowych i wybuchów rakiet. Żyją w schronach przeciwbombowych, a uczniowie często muszą realizować obowiązek szkolny w podziemnych pomieszczeniach szkół. Podczas izraelskiej operacji wojskowej w Strefie Gazy na przełomie 2008 i 2009 roku szkoły były zamknięte, ponieważ Hamas wycelował swoje rakiety w tego typu placówki, a także w przedszkola i inne budynki cywilne. 
7 października 2023 roku bojownicy Hamasu napadli na Sederot w ramach wielkoskalowego ataku na południowy Izrael, który przerodził się w wojnę Izraela z Hamasem po czym wdali się w walki z użyciem broni palnej z lokalną ludnością cywilną oraz z izraelskimi żołnierzami i funkcjonariuszami, a następnie zajęli miejski posterunek Policji, który izraelskim żołnierzom udało się odbić i zarazem odzyskać kontrolę nad całym miastem o poranku następnego dnia. Podczas walk w mieście zginęło co najmniej 50 cywilów i 22 funkcjonariuszy izraelskich służb. W następstwie tych wydarzeń władze Izraela do 15 października 2023 roku ewakuowały 90% mieszkańców Sederot.

## Demografia
Zgodnie z danymi Izraelskiego Centrum Danych Statystycznych w 2006 roku w mieście żyło 19,8 tys. mieszkańców.
Populacja miasta pod względem wieku:
| Wiek (w latach) | Procent populacji w % |
| --------------- | --------------------- |
| 0-4             | 8,8%                  |
| 5-9             | 8,9%                  |
| 10-14           | 7,9%                  |
| 15-19           | 7,7%                  |
| 20-29           | 17,6%                 |
| 30-44           | 18,9%                 |
| 45-59           | 17,4%                 |
| ponad 60        | 12,8%                 |

Źródło danych: Central Bureau of Statistics.

## Komunikacja
Przy mieście przebiega droga ekspresowa nr 34  (Jad Mordechaj-Netiwot).

## Miasta partnerskie
- Berlin, Niemcy